# هرینگورث
هرینگورث (به انگلیسی: Harringworth) یک روستا و محله مدنی در بریتانیا است که در East Northamptonshire واقع شده‌است. هرینگورث ۲۴۱ نفر جمعیت دارد.